# Catedral de San Nicolás (Niza)
La catedral de San Nicolás es una iglesia ortodoxa rusa, situada en el bulevar Tzarévitch en Niza (Francia). Fue inaugurada en 1912, y está bajo la jurisdicción del Patriarca de Moscú.